# Riviera Maya
La Riviera Maya es una zona turística de México, situada en la costa del mar Caribe, en el estado de Quintana Roo. Geográficamente se extiende a lo largo del litoral, desde la localidad de Puerto Morelos al norte, hasta la localidad de Tulum al sur, unos 210 km de longitud. Se localiza en la parte oriental de la península de Yucatán.
Se considera que la Riviera Maya inicia en el poblado de Puerto Morelos, que se ubica a 35 kilómetros al sur de Cancún, y se extiende hasta Tulum. Se estima que cuenta con alrededor de 405 hoteles de clase internacional, cinco estrellas y otras categorías, que ofrecen al menos 43 500 habitaciones. La mayor parte son complejos con sistema "todo incluido".

## Historia
Como su nombre afirma, la Riviera Maya fue habitada originalmente por el pueblo maya desde el 200 a. C. Si bien las ciudades que florecieron en la zona no se comparaban a Tikal , Calakmul o Chichen Itzá en cuanto a infraestructura, aún seguían teniendo construcciones en la que se emplearon bases matemáticas y alto nivel de precisión, artes e ingeniería, heredadas de la influencia del Petén y la región Puuc. La zona costera fue en el período clásico mesoamericano un foco de numerosas aldeas y pueblos que abastecían mediante rutas comerciales a las grandes ciudades-estado del interior de Yucatán con recursos del mar Caribe, como las conchas o los corales que se usaban en rituales y ornamentaciones. En el período Posclásico, tras la caída de la Liga de Mayapán en 1441, la región se dividió en señoríos y cacicazgos que gradualmente comenzaron a adoptar formas de vida tribales, que hacia la llegada de los españoles se configuraban en los territorios predominantes de Ekab, Uaymil y Chactemal. Hacia este período, la isla de Cozumel era un sitio sagrado de peregrinaje entre los mayas, como se reportan en algunas crónicas españolas. Hacia el año 1547, los españoles conquistaron los últimos señoríos de la región. Se pueden encontrar diversos museos dedicados al pasado de la Rivera Maya, destacando el célebre sitio arqueológico de Tulum, una ciudad amurallada frente al mar del Posclásico, Xel-Há (sitio arqueológico), Cobá, Muyil o el sitio arqueológico de Xcaret.
La influencia de la Cultura Maya se hace evidente en muchos de los nombres topográficos de la zona.

## Geografía
El relieve a lo largo de la costa es plano (con la excepción del yacimiento arqueológico de Tulum) y cubierto o con un bosque semitropical seco (selva tropófila), o manglar bajo. El litoral ofrece magníficas gamas de arena entrecruzadas por rocas coralinas. El agua del mar del Caribe es transparente y turquesa, y se pueden ver peces de todos los colores. La región está formada geológicamente por una inmensa meseta caliza. Esta roca, tiene la particularidad de ser permeable, numerosas redes de grutas y galerías subterráneas se crearon con el paso del tiempo. Debido a que la capa freática era bastante elevada, las grutas se llenaron con agua para formar lo que se llama en México cenotes. Algunos son accesibles al público para nadar, bucear o espeleobucear.

## Denominación
Con la creación del Municipio de Solidaridad en 1993, la actividad turística en el nuevo municipio cobró auge con la llegada de nuevas inversiones a la zona, especialmente el complejo Playacar y hoteles como el Robinson Tulum, que vinieron a dar un nuevo impulso a la actividad.
En aquel momento, la zona era conocida como "Corredor Turístico Cancún-Tulum", un nombre muy largo, impreciso, difícil de traducir a otros idiomas y que no recogía adecuadamente el carácter y ambiente del destino.
Hacia fines de 1996, los empresarios integrados en la Asociación de Hoteles y Condominios de Playa del Carmen, A.C., contrataron los servicios del mercadólogo Servando Acuña, quien luego de realizar un extenso análisis de la zona, sus características y tomando en consideración otros destinos del Caribe, realizó un análisis de grupos focales entre turistas de múltiples nacionalidades y este resultó el más aceptado, dado que evocaba exclusividad y glamur (ribera) y estaba ubicada en una de las zonas más representativas de la cultura maya. 
Cabe mencionar que una de las preguntas clave hechas a los turistas fue: "¿Por qué vino a esta zona del Caribe y no visitó las islas?" El resultado fue que, la motivación principal para venir a esta zona era la presencia de la cultura maya viva, presente en la gente, la comida, las tradiciones y las costumbres de los lugareños.
Una vez acordado el nuevo nombre, fue propuesto a la aprobación del gobierno del estado de Quintana Roo, en ese entonces encabezado por Mario Villanueva Madrid, quien lo oficializó en una ceremonia celebrada en Parque Xcaret, ante la presencia de autoridades municipales, en el mes de noviembre de 1997.
Como recuerdo de ese hecho, se elaboró una escultura con las huellas de las manos y dedos de las personas que en ese momento participaron en la creación del nuevo producto turístico que se estaba lanzando. Esta escultura era un vaciado en bronce que semejaba el tronco de una ceiba, misma que era exhibida a la entrada del Parque Xel Ha.
Posterior a la adopción del nuevo nombre, la Asociación de Hoteles de Playa del Carmen, A.C., cambió su nombre por el de Asociación de Hoteles de la Riviera Maya, A.C. Con la creación del Impuesto al Hospedaje (IAH), se integró el Fideicomiso para la Promoción Turística de la Riviera Maya, órgano integrado por el sector privado, el gobierno estatal, federal y municipal, cuya misión era dirigir el posicionamiento a nivel mundial del nuevo destino.
El nuevo nombre vino acompañado del lema "Descubre Nuestro Caribe Milenario". Fue adoptado inmediatamente por los empresarios turísticos a nivel mundial. La zona vio un crecimiento exponencial en los siguientes años, con la aparición de nuevos hoteles y atractivos turísticos.

## Clima
| Mes                           | Anual | Ene  | Feb  | Mar  | Abr  | May  | Jun   | Jul  | Ago  | Sep   | Oct   | Nov  | Dic  |
| ----------------------------- | ----- | ---- | ---- | ---- | ---- | ---- | ----- | ---- | ---- | ----- | ----- | ---- | ---- |
| Temperatura máxima media (°C) | 29,5  | 26,5 | 27,1 | 27,8 | 29,5 | 30,6 | 31,1  | 31,8 | 32,1 | 31,8  | 30,2  | 28,4 | 27,5 |
| Temperatura mínima media (°C) | 24,6  | 22,5 | 22,8 | 23,2 | 24,4 | 25,3 | 25,8  | 26,3 | 26,4 | 26,3  | 25,2  | 23,7 | 23,5 |
| Lluvias (mm)                  | 852   | 52,3 | 41,2 | 36,4 | 18,6 | 68,2 | 110,5 | 43,4 | 85,6 | 113,1 | 135,3 | 82,8 | 64,6 |
| Fuente: eltiempo7.com         |       |      |      |      |      |      |       |      |      |       |       |      |      |

## Puntos de interés

### Puerto Morelos
Es la primera localidad de Riviera Maya. Se encuentra ubicado 16 km al sur del Aeropuerto Internacional de Cancún y 32 kilómetros al sur de la ciudad de Cancún. 
Como muchos otros pueblos y ciudades costeros, Puerto Morelos nació como centro de la actividad de los pescadores locales. Sin despegarse de sus orígenes, hoy se posiciona entre los clásicos destinos de la Riviera Maya como una opción más que interesante.A diferencia de Cancún y Playa del Carmen, aquí se disfruta de una atmósfera relajada y mucha tranquilidad en medio de playas bonitas que garantizan pasar días inolvidables junto al mar.
La población costera cuenta con una oferta variada de hoteles y restaurantes con precios económicos y de baja densidad. Al norte y sur del poblado se dispone de poco más de cinco mil habitaciones en hoteles tipo grand resort. 
Frente a la costa de Puerto Morelos se encuentra el parque nacional Arrecife de Puerto Morelos, área natural protegida y cuya barrera arrecifal somera se encuentra a muy corta distancia de las playas. Por el bajo oleaje, el lugar es idóneo para la práctica de windsurf, snorkel y buceo.

### Playa del Carmen
Es la ciudad más grande y cosmopolita de la Riviera Maya, la ciudad se encuentra en constante crecimiento poblacional.  
Ofrece al visitante hoteles de diversas categorías, tiendas, platerías, restaurantes de comida internacional, diversión, antros, discos a lo largo de su Quinta Avenida de aproximadamente 4 kilómetros que es peatonal, y playas. Además ésta cuenta con su zona hotelera denominada Playacar, que un inicio era donde se encontraban los hoteles de mayor categoría, zonas comerciales, zonas residenciales, aviario y campo de golf, desde ahí se puede viajar a la isla de Cozumel, abordando los famosos ferris.

### Puerto Aventuras
Exclusivo desarrollo turístico y residencial con un alto nivel de privacidad y una atmósfera náutica cálida y hospitalaria. Además de ser la marina más completa de la península de Yucatán, también cuenta con playas y un campo de golf de 9 hoyos. Existe un proyecto de ampliación a 18 para el año 2010. Dentro del mismo desarrollo encontramos hoteles, club de golf y tenis, club de playa, escuela, zona comercial con museo, tiendas, restaurantes y bares.

### Akumal
Es un destino turístico de baja densidad hotelera y residencial. Tiene La laguna de Yalkú se encuentra al norte de la población y es una opción para la práctica del snorkel, así como los arrecifes cercanos a la playa. Al noroeste existen varios cenotes para la práctica de buceo o natación. 
En la población existe un pequeño museo creado por el CEA (Centro Ecológico de Akumal). Al sur a 4 km de distancia se encuentra Aktun Chén, una cueva con tres galerías que presentan formaciones de estalactitas y estalagmitas y un cenote al interior.

### Tulum
Zona arqueológica de imponente belleza a orillas del mar Caribe, bañado por sus aguas azul turquesa. Fue un antiguo puerto comercial y ciudad maya amurallada. La población cuenta con una buena y variada oferta hotelera, así como restaurantes. 
Al oeste se encuentran diversos cenotes y las ruinas de Cobá se ubican aproximadamente a 40 km de distancia.

### Cobá
Es un yacimiento arqueológico de la cultura maya precolombina, localizado en el sureste de México, en el territorio que hoy ocupa el estado de Quintana Roo, unos noventa kilómetros al este de Chichén Itzá y unos cuarenta al noroeste de Tulum.
Otros autores investigadores del Instituto Nacional de Antropología e Historia, sin embargo, ofrecen traducciones un poco distintas al término Cobá, entre las que pueden mencionarse ‘agua de las chachalacas’, pues cob es el nombre de esa ave de la región; ‘diente de tuza’, también del maya coh ‘diente’ y bah ‘tuza’; o ‘agua abundante’ de cob ‘abundancia’ y ‘ha’ agua.

### Reserva de la Biosfera de Sian Ka'an y Punta Allen
La Reserva de la Biosfera de Sian Ka'an (del maya: Puerta del cielo, Lugar donde nace el cielo) es un espacio natural protegido que se localiza en la costa caribeña del estado de Quintana Roo (México). Fue declarada Patrimonio de la Humanidad por la Unesco en el año 1987.
Aquí se llega al destino más austral, que es Punta Allen y la población de Javier Rojo Gómez.